# رسالة في العقل
رسالة في العقل، كتاب مختصر للفيلسوف والعالم العربي الفارابي (874 - 950)، يعتبر أحد الأعمال الفلسفية المهمة للفارابي، فقد وضح فيه آراءه في علم المنطق،
ويظهر فيه تأثره بالفلسفة اليونانية خصوصًا أفكار أرسطو وأفلاطون. تقع الرسالة في 82 صفحة وقد طبعت أكثر من مرة في العصر الحديث.

## نبذة عن الكتاب
قدم الفارابي من خلال كتابه "رسالة في العقل" معان عديدة للعقل، كما صنف فيه العقل إلى مراتب عدة. وفيما يتعلق بمعان العقل التي استخلصها ابو نصر الفارابي في رسالته، فقد استطاع الفارابي أن يقدم تصور شامل للعقل في مجمل مناحيه، وعلى الرغم من صغر حجم الرسالة، إلا أنها تبدو ضخمة من حيث المضمون، وقد توزعت الرسالة في ستة محاور ذهب أبو نصر في كل واحد منها إلى ذكر معنى مخصوص للعقل، وتدرج من أبسط معاني العقل؛ وذلك كما يفهمه الجمهور، لينتهي إلى العقل في أرفع مستوياته، وهو العقل الذي باعتباره جوهرًا سرمديًا، له فعل مطلق في الوجود.
وتقال لفظة العقل عند الفارابي على عدة معان هي:
- الشيئ الذي به يقول الجمهور في الإنسان أنه عاقل. وتعني دلالة اللفظ هنا، التعقل عند الجمهور، والعاقل "من كان فاضلاً وجيه الروية في استنباط ما ينغي أن يؤثر من خير، أو ينجنب من شر، فالعقل بهذا المعنى هو أداة لفعل الخير وتجنب الشر، ولذلك فهو يتطابق مع الرأي الأرسطي "للتعقل" بالمعنى الكلي، والقائم على التمييز بين الخير والشر. فالعاقل هو من «يستعمل جودة رويته في أفعال الفضيلة ليفعل وفي أفعال الرذيلة ليتجنب.
- العقل الذي يردده المتكلمون على ألسنتهم، فيقولون: هذا ما يوجبه العقل، وهذا ما ينفيه العقل. ويقوم هذا المعنى على قاعدة السلب ةالإيجاب، ويستند إلى فكرة السائد أو المشهور بين الجمهور والناس، فهذا المعنى يقوم على ما يسمي بقاعدة الإجماع، وبحسب الفارابي هو الرأى المشترك عند الجميع.
- العقل الذي يذكره أرسطوطاليس في كتاب البرهان أو التحليلات الثانية، والعقل هنا يعني قوة النفس التي بها يحصل للغنسان اليقين بالمقدمات الكلية الصادقة الضرورية، لا عن قياس ولا عن فكر، بل بالنظر والطبع، وهذه القوة جزء ما من النفس تحصل لها المعرفة الأولى لا بفكر ولا بتأمل أصلاً» . فالعقل بهذا المعنى هو الإدراك الطبيعي للمبادئ الأولية الضرورية في المعرفة الإنسانية.
- العقل الذي يذكره ارسطو في المقالة السادسة من كتاب "الأخلاق"- وبحسب الفارابي إنما هو العقل العملي الذي يخضع للإرادة في معرفة ما ينبغي أن يفعل أو ما يجب الإحجام عنه. ومن ميزات هذا العقل أنه يستند إلى المعرفة التراكمية في التطبيق والممارسة، وعليه يختلف الناس في هذا العقل وفقاً لكثرة ممارساتهم أو قلتها، وما يكتسبونه من قدرات في هذه الممارسة. فالعقل بهذا المعنى يقوم على الخبرة الشخصية للإنسان في مدة زمنية طويلة في حياته، إذن فهو الفطنة الأخلاقية التي تمكن الإنسان من التمييز بين الخير والشر. ومن الواضح هنا أن العقل في دلالته الرابعة يتطابق مع دلالته الأولى. والمعنى الخامس "للعقل" أهم معاني العقل من حيث الدلالة الفلسفية، هو الذي أشار إليه المعلم الأول في "كتاب النفس" وعليه أسس الفارابي نظريته الخاصة في.
- العقل الذي يذكره أرسطو في كتاب النفس- وهو أهم معاني العقل من حيث الدلالة الفلسفية، هو الذي أشار إليه المعلم الأول في كتاب النفس، وعليه أسس الفارابي نظرية الخاصة في العقل، وتقال لفظة عقل بهذا المعني على مستويين مختلفين: المستوى الأول ويشمل العقول المفارقة، ويقع في ثلاث مرتبات، المرتبة الأولى يحتلها الإله أو العقل الأول، والمرتبة الثانية تشغلها العقول الثواني التسعة، والمرتبة الثالثة يحتلها العقل الفعال، ومرتبته من العقول الفارقة هي العاشرة. أما المستوى الثاني فهو العقل النظري، ويميز فيه الفارابي بين ثلاثة أنواع من العقل:العقل بالقوة، العقل الفعال، العقل بالفعل.[5][6]

وفيما يتعلق بمراتب العقل، فقد قسمها الفارابي إلى: العقل بالقوة- ويرى الفارابي أنه موجود في الإنسان وجودًا أصيلاً، وليس وجود هذا العقل ممكنًا إلا عند الإنسان، فالحيوان غير الناطق لا يحوز العقل بالقوة أبدًا. ولما كان هذا العقل وقفًا على الإنسان؛ فلابد أن يكون هو المصدر الأصيل لكل المدارك التي يدركها. والعقل بالقوة هو جزء من أجزاء النفس وله استعداد محض لتقبل المعقولات. وهناك العقل بالفعل- وهو مستوى ارفع من مستويات العقل الإنساني، ومن خلال هذا المستوى ينتقل العقل بالقوة من مجرد الاستعداد إلى عقل بالفعل قادر على انتزاع ماهيات الموجودات وصورها. والعقل بالفعل يحدث مع حصول التفكير حيث إن العقل عندما يفكر يحوز المعقولات التي عقلها بالفعل، إذ إن الانتقال من حال القوة إلى حال الفعل هو انتقال يتم من خلال عملية التفكير التي هي من شأن القوة الناطقة. أما المرتبة الثالثة للعقل عند الفارابي فتكمن في العقل المستفاد- فالعقل بالفعل عندما يصل إلى أعلى درجات المعرفة، ينتقل من كونه عقلاً بالفعل ويصبح عقلاً مستفادًا، بحيث لا يعقل هذا العقل المعقولات المجردة عن موادها، بل يعقل نوعًا آخر من المعقولات، والعقل المستفاد هو أرفع درجات العقل الذي يمكن للإنسان أن يبلغه حسب رأي الفارابي، وهذا العقل لا ينحط إلى درجة تعقل الموجودات التي هي في مواد، فينتزع صورها عن موادها، بل يعقل الصور التي لا تكون في مواد أصلاً.

## الكلمات المفتاحية بالكتاب
- (العقل بالقوة) أو(العقل الهيولاني) : القدرة على التعلم .
- العقل بالفعل:  مرحلة إدراك المعاني بعد التعلم.
- العقل المستفاد : المعرفة المكتسبة والمستقرة في الذهن.
- العقل الفعال : القدرة على إدراك الحقائق المجردة دون الحاجة إلى مادة ملموسة.
- السعادة التأملية:  السعادة الناتجة عن التأمل الروحي والفكري.
- نقد المتكلمين : الفارابي ينتقد اعتماد المتكلمين على الرأي المشترك دون برهان عقلي.[8]

## أهمية الكتاب
رغم أن الكتاب عبارة عن رسالة مختصرة، لكن أهميته تأتي من أن الفارابي عرض فيه فلسفته وأفكاره في علم المنطق، ليؤسس بذلك لفلسفة إسلامية جديدة ترتكز على مبادئ الفلسفة الإغريقية وخصوصًا أفكار أرسطو وأفلاطون.

## تأثير الفارابي في الفلسفة الإسلامية
الفارابي هو المؤسس الحقيقي للفلسفة الإسلامية، وبفضل ذلك لقب بالمعلم الثاني (أرسطو هو المعلم الأول). أثر الفارابي بشكل كبير في الفلاسفة المسلمين من بعده، وبقي منهجه سائدًا حتى ظهور ابن سينا ومنهجه الجديد في الفلسفة والذي أصبح مسيطرًا على الفلسفة الإسلامية في العصور الوسطى.

## الخلفية الفلسفية
كتب الفارابي رسالته في العقل ضمن مشروعه الفلسفي العام الذي هدف فيه إلى التوفيق بين الفلسفة اليونانية (خاصة الأرسطية) والرؤية الإسلامية للعالم. وقد أراد أن يبين أن العقل ليس مجرد أداة للمعرفة، بل هو جوهر إنساني وروحي يتكامل مع الوحي.

## السياق
تُعد رسالة "في العقل" للفارابي جزءًا من مشروعه الفلسفي التوحيدي، الذي يدمج بين الميتافيزيقا والعلم، وبين الدين والعقل. يهدف الفارابي من خلالها إلى تأصيل نظرية العقل بوصفه جوهرًا للوجود الإنساني، وتفسير مسار المعرفة من المحسوس إلى المعقول، مع التمهيد لنظرية النبوة من خلال مفهوم العقل الفعّال، الذي يُعد مصدرًا للفيض والوحي. يتبع الفارابي في هذه الرسالة منهجًا تحليليًا استدلاليًا، يبدأ بتحديد معنى "العقل" ويقسمه إلى مراتب مترابطة ضمن سلسلة وجودية، جامعًا بين التجريد الأرسطي والإشراق الأفلاطوني. كما يقيم توازنًا دقيقًا بين العقل الفلسفي والحدس النبوي، وهو ما سيؤثر لاحقًا في ابن سينا والفلاسفة الإشراقيين. وترتبط الرسالة كذلك بمشروع الفارابي السياسي، إذ يرى أن الحاكم الفيلسوف، في "المدينة الفاضلة"، لا بد أن يكون قد بلغ مرتبة العقل المستفاد، أي من اتصل بالعقل الفعّال. ومن أبرز أفكار الرسالة أن الإنسان لا يصير إنسانًا كاملًا إلا باستعمال عقله، وأن النفس لا تكتمل إلا باتحادها بالعقل، وأن المعقولات موجودة فيضًا من العقل الفعّال، وأن السعادة العليا لا تُنال بالحس أو الخيال، بل عبر الاتصال العقلي الكامل بالوجود الأعلى.

## اثر الكتاب
تركت رسالة "في العقل" أثرًا بالغًا في مسار الفلسفة الإسلامية والوسيطية، واعتُبرت من الركائز التي قامت عليها نظريات العقل والمعرفة في الفكر الإسلامي. فقد شكّلت هذه الرسالة أساسًا لنظرية مراتب العقل التي تبنّاها لاحقًا ابن سينا، وطوّرها في إطار أكثر ميتافيزيقية، كما أثرت في فهم النبوة وعلاقتها بالعقل، مما مهّد الطريق لنظريات الاتصال بالعقل الفعّال لدى فلاسفة المشرق والمغرب.
كما أثرت الرسالة في الفلسفة المسيحية اللاتينية بعد ترجمتها إلى اللاتينية في العصور الوسطى، خصوصًا عند مفكري المدرسة السكولاستيكية مثل توما الأكويني، الذين وجدوا في نظرية الفارابي أساسًا للتوفيق بين الفلسفة والعقيدة.
وعلى مستوى الفكر السياسي، كان للرسالة تأثير مباشر في تصور الفارابي للحاكم الفيلسوف في "المدينة الفاضلة"، إذ اعتبر أن الحكم لا ينبغي أن يُناط إلا بمن تحقق له الاتصال بالعقل الفعّال، مما يعني أن الكفاءة السياسية مرهونة بالكمال العقلي والروحي.